# Sven Ågren
Sven Petter Ågren, född 14 februari 1787 på Bruatorp i Söderåkra socken, död 28 februari 1860 i Tillinge socken, var en svensk präst och pedagog.
Sven Ågren var son till timmermannen Frosten Åberg och Elna Svensdotter. Ågren blev student vid Lunds universitet 1803 och filosofie magister där 1808. 1811 anställdes han som extraordinarie adjunkt i humaniora och språk vid Krigsakademien på Karlberg och blev 1813 adjunkt där. 1814–1816 var han lektor där i matematik och fysisk geografi och 1820–1846 i allmän grammatik samt svenska och engelska språken. Han erhöll 1826 professors namn. Ågren prästvigdes 1845 och blev samma år kyrkoherde i Tillinge och Svinnegarns församling, vilken tjänst han tillträdde 1846 och innehade till sin död. 
Ågren företog 1830–1832 en resa till Tyskland för att där studera skolväsendet. Med intensivt intresse ägnade sig Ågren åt pedagogiken, där han var en föregångsman. 1820 införde han växelundervisning vid Krigsakademien och visade dess användbarhet även inom högre skolformer. Krigsakademien, vars tillförordnade guvernör Johan Lefrén, var starkt reformistiskt sinnad, var på 1820-talet en reformskola, som stod i centrum för det pedagogiska intresset, och Ågren hade sin stora del i detta. Han utsågs till ledamot av 1825 års stora uppfostringskommitté, där han tillhörde den reformvänliga gruppen. Han inlämnade ett betänkande, försett med en bilaga, Försök till tabellarisk och schematisk uppgift af menskliga wetandet, som utkom separat 1828. En mycket radikal plan till omdaning av det svenska skolväsendet framlade Ågren i en skrift, Allmän skollära, som började tryckas på 1840-talet men återtogs av Ågren och där endast ett 100-tal sidor finns bevarade. Han tänkte sig där en tredelning av skolgången i folkskola, häradsskola och lärdomsskola. Den obligatoriska folkskolan skulle även omfatta en nedre avdelning, där barnen började redan vid två eller tre års ålder och som utgjorde ett internat. Planen för skolan och dess undervisning byggde till stor del på småbarnsskolreformen, som redan hade prövats i Sverige, men visade även intryck från Johann Heinrich Pestalozzi och Friedrich Fröbel, för vars lekskoleidéer Ågren torde vara den förste representanten i Sverige. Även på flera andra områden, såsom obligatorisk yrkesundervisning, självverksamhet, samskola för alla samhällsklasser och fri barnbespisning, visade framsynthet. Huvudtankegången i denna plan kom till synes i tryck i Åbergs Geografisk konstruktions-beskrifning (1850), där han inledningsvis sammanfattade sina synpunkter. Ågren påbörjade 1840 utgivningen av Grunddrag till allmän uppfostringslära, vilken dock liksom skolläran avbröts. Ett speciellt intresse hade Ågren för geografiundervisningen, och på detta område nådde han en viss ryktbarhet; han ville där lägga självverksamheten till grund för inlärandet och uppfann en metod att genom konstruktion av kartor lära in olika områdens geografi, så att eleven förmådde rita upp kartan ur minnet. Denna metod framställdes av Ågren i ett flertal skrifter, Fysisk jordbeskrifning (1830), som 1832 utkom på tyska med ett företal av Carl Ritter, samt Geografisk konstruktionsbeskrifning (1:1, 1840), varav blott ett häfte utgavs, och den ovannämnda boken med samma titel, utgiven 1850. I de båda senare, som inte har samma innehåll, upptogs en stor plats av utläggningar angående geografiundervisningens allmänna metodik. Själv använde Ågren med framgång sin metod, men den kom aldrig att nyttjas i någon större utsträckning. Ågren, som själv var en skicklig lärare, hade som reformpedagog och metodiker sin styrka i att han aldrig väjde för radikala idéer. Hans svaghet låg i hans oförmåga att samla sina idéer i fullbordade arbeten och en lust till överdriven schematisering av metodiken.